# Богданов Михайло Сергійович
Михайло Сергійович Богданов (нар. 5 вересня 1881, місто Курськ, тепер Курської області, Російська Федерація — розстріляний 6 жовтня 1937) — радянський державний і військовий діяч. Член Центральної Контрольної Комісії КП(б)У в червні 1930 — січні 1934 р. Член Ревізійної Комісії КП(б)У в січні 1934 — травні 1937 р.

## Біографія
Народився у родині робітника. Працював у залізничних майстернях станцій Ворожба та Льгов (нині місто в Курській області, РФ). З 1902 по 1906 перебував на військовій службі у російській армії. Від 1906 року — слюсар Курського залізничного депо.
Член РСДРП(б) з 1906 року.
З 1911 по 1914 рік — на підпільній більшовицькій партійній роботі в Харкові. З 1914 року служив у російській армії, учасник Першої світової війни. Після контузії на фронті у 1916 році прибув у 3-й авіапарк міста Києва.
У лютому 1917 очолив солдатський комітет Третього авіапарку, член військової організації при Київському комітеті РСДРП(б), обраний до Ради солдатських депутатів міста Києва, входив до складу її виконкому (до 24 вересня). Від 3 серпня 1917 року — член Київського комітету РСДРП(б). Делегат Другого Всеросійського з'їзду рад від Київської окружної Ради солдатських депутатів, увійшов до складу Всеросійського ЦВК, на Першому Всеукраїнському з'їзді рад обрано членом ВУЦВК.
10 — 14 листопада (28 жовтня — 1 листопада за старим стилем) 1917 року — голова Київського військово-революційного комітету.
У грудні 1917 — квітні 1918 як голова військового відділу при ВУЦВК, а згодом керуючий справами Народного секретаріату військових справ Радянської України брав активну участь у створенні перших українських радянських військових частин. У 1918—1919 роках — військовий комісар 9-ї стрілецької дивізії РСЧА.
З 17 лютого 1919 — Київський окружний військовий комісар. У 1919—1920 роках — військовий комісар Західного військового округу. У 1920 році — військовий комісар Одеської губернії. У листопаді 1920 — 1922 року — комендант Севастопольської фортеці, член Революційної військової ради Морських сил Чорного й Азовського морів.
Від 1924 — на військовій і радянській роботі: начальник управління постачання Українського військового округу (з 1924 до 1927), член президії Вищої ради народного господарства УРСР (з 1928).
З 1928 року — голова Центральної ради Тсоавіахіму Української СРР (Осоавіахім), начальник Харківського аеропорту.
11 червня 1937 року заарештований органами НКВС. Розстріляний. Посмертно реабілітований.

## Нагороди
- Орден Трудового Червоного Прапора УСРР (14.02.1928)[1]